# John Nunn
John Denis Martin Nunn (Londres, 25 d'abril de 1955), és un matemàtic i jugador i escriptor d'escacs anglès, que té el títol de Gran Mestre des de 1978. Ha estat tres cops Campió del món de solucionistes de problemes d'escacs.

## Biografia i resultats destacats en competició
John Nunn va començar a mostrar un gran talent pel joc ja de ben petit, i el 1967, als dotze anys, va guanyar el Campionat britànic Sub-14. Als catorze anys, fou el Campió de Londres Sub-18 de la temporada 1969/70, i menys d'un any més tard, va anar a l'Oriel College d'Oxford per estudiar-hi matemàtiques quan només tenia 15 anys, el 1970. En aquest moment, es deia que Oxford tenia el pregrau més jove des del Cardenal Thomas Wolsey. Es va graduar el 1973 i va obtenir el seu doctorat el 1978 i va romandre a la Universitat d'Oxford com a professor de matemàtiques fins a 1981, quan es va convertir en jugador professional d'escacs. Un dels jugadors anglesos més forts de tots els temps i una vegada en el top ten mundial, Nunn ha guanyat dues vegades la medalla d'or individual en les Olimpíades d'escacs.
El 1975, fou Campió d'Europa júnior. Va obtenir el títol de Gran Mestre Internacional el 1978 i en el mateix any va ser guardonat amb el seu doctorat en matemàtiques per la Universitat d'Oxford per una tesi sobre espais-H finits. El 1980 fou Campió britànic a Brighton. El mateix any formà part de l'equip britànic que guanyà la medalla de bronze al Campionat d'Europa per equips a Skara, un resultat que repetiria posteriorment el 1992 a Debrecen. També formà part dels equips anglesos que varen obtenir la medalla de bronze a les edicions del Campionat del món per equips de 1985 i 1989, ambdós a Lucerna.
El 1989 va acabar sisè en la Copa del Món inaugural (i única), una sèrie de torneigs en què hi competien els millors 25 jugadors del món. La seva millor actuació en el Campionat del món d'escacs va arribar el 1987, quan va perdre un matx de playoff contra Lajos Portisch per a una plaça en el Torneig de candidats.
Va guanyar el prestigiós Torneig Hoogovens (celebrat anualment a Wijk aan Zee) els anys 1982, 1990 i 1991, i també el Torneig de Mestres del Festival d'escacs de Biel els anys 1982 (amb Florin Gheorghiu) i 1983 (amb Anthony Miles).
Va assolir el seu més alt Elo, de 2630 punts, el gener de 1995. Sis anys abans, el gener de 1989, el seu rating de 2620 era suficient per situar-lo entre els deu millors jugadors del món, en concret, a la novena plaça, en el moment culminant del boom dels jugadors anglesos, quan n'hi havia dos per damunt seu al top ten mundial: Nigel Short (número tres mundial, 2650) i Jonathan Speelman (número cinc mundial, 2640). Nunn està actualment retirat del joc de torneig d'alta competició, i no ha jugat partides vàlides per al rànquing des de l'agost de 2006, tot i que encara és actiu en escacs ràpids a la Federació Anglesa. A la llista de juliol de 2007 de la FIDE, Nunn tenia un ELO de 2602, sent el cinquè escaquista d'Anglaterra darrere de Michael Adams, Nigel Short, Matthew Sadler i Julian Hodgson. En aquesta llista hi apareix com a inactiu des d'octubre de 2006.

### Altres activitats vinculades amb els escacs
A més de ser un fort jugador d'escacs, Nunn és considerat un dels millors autors contemporanis de llibres d'escacs. Nunn ha escrit molts volums, com ara Secrets of Grandmaster Chess ("Secrets d'un Gran Mestre d'Escacs"), que va guanyar el premi al "Llibre de l'Any" de la Federació Britànica d'Escacs el 1988 i el llibre John Nunn's Best Games ("Les Millors Partides de John Nunn") que va rebre el premi el 1995. És director de les publicacions d'escacs Gambit Publications. L'historiador dels escacs Edward Winter n'ha escrit:
Un gran pensador, Nunn ha escrit bones monografies sobre obertures, finals i composicions, així com col·leccions de partides comentades i volums autobiogràfics. Com a comentarista ha reeixit igualment en les descripcions en prosa per als novells com en anàlisis de profunditat extrema per als experts.

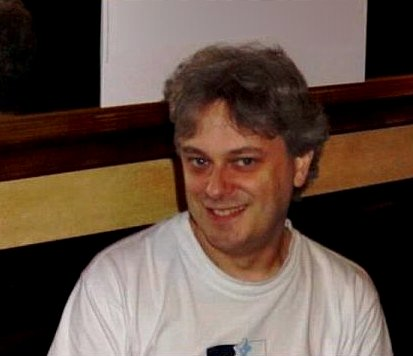
John Nunn.

Nunn també està involucrat en els problemes d'escacs, component nombrosos exemples i resolent problemes com a part de l'equip britànic en nombroses ocasions. En aquesta matèria va escriure Solving in Style ("Resolent amb Estil") (1985). Va guanyar el Campionat del món de resolució d'escacs a la Unitat perifèrica de Calcídica (Grècia), el setembre de 2004 i també hi va obtenir la seva norma final de GM en resolució de problemes. Va guanyar el Campionat del món de solucionistes altre cop el 2007 i el 2010. És la tercera persona a obtenir els dos títols de Gran Mestre d'escacs: sobre el tauler i de resolució (els altres han estat Jonathan Mestel i Ram Soffer); Bojan Vučković fou el quart en assolir-ho, el 2008).
Des de mitjans dels anys 1990 ha estat treballant activament en mineria de dades de taules de finals. Els resultats d'aquest treball s'inclouen en els llibres Secrets dels Finals de Torre, Secrets dels Finals de Peces Menors i Secrets dels Finals sense Peons. Aquests llibres inclouen estratègies de finals aplicables pels humans trobades per Nunn (i d'altres) mitjançant experimentació intensiva amb bases de dades de taules de finals i han aparegut noves edicions a causa del fet que són creades per bases de dades més profundament minades. Nunn és així (fins al 2004) el miner de dades més conegut de bases de dades de taules de finals. Aquest treball es correspon a la part de treballs de finals d'Elwyn Berlekamp, John Conway i altres en jocs com els quadrats, Hex i d'altres.

## Partida notable
La variant Frankenstein-Dràcula de l'obertura vienesa proporciona regularment un joc de capa i espasa, i la partida de Nunn amb Jacob Øst-Hansen a Teesside 1974, no en va ser l'excepció. L'última part de la partida es va jugar en una lluita frenètica contra el temps, amb Nunn sacrificant peces per tal que el rei enemic sortís a camp obert i rebés escac i mat.
- Jacob Øst-Hansen - John Nunn, Olimpíada mundial d'estudiants, Teesside 1974, obertura vienesa, 0-1

## Llibres
- 101 Brilliant Chess Miniatures (2000), Gambit Publications. ISBN 1-901983-16-1.
- Beating the Sicilian 3 (1995, with Joe Gallagher), Henry Holt & Co. ISBN 0-8050-4227-X.
- The Complete Najdorf 6. Bg5 (1997), International Chess Enterprises. ISBN 1-879479-45-1.
- Complete Najdorf: Modern Lines (1999), Sterling Pub Co Inc. ISBN 0713482184.
- The Complete Pirc (1989), Batsford. ISBN 0-7134-5389-3.
- Endgame Challenge (2002), Gambit Publications. ISBN 1-901983-83-8.
- Grandmaster Chess Move by Move (2005), Gambit Publications. ISBN 1-904600-34-4.
- John Nunn's Best Games (2001), Batsford. ISBN 0-7134-7726-1.
- John Nunn's Chess Puzzle Book (1999), Gambit Publications. ISBN 1-901983-08-0.
- Learn Chess (2000), Gambit Publications. ISBN 1-901983-30-7.
- Learn Chess Tactics (2004), Gambit Publications. ISBN 1-901983-98-6.
- Mammoth Book of the World's Greatest Chess Games (2004, with Graham Burgess i John Emms), Carroll & Graf. ISBN 0-7867-1411-5.
- New Ideas in the Pirc Defence (1993), Batsford. ISBN 0-7134-7237-5.
- Nunn's Chess Openings (1999), with Joe Gallagher, John Emms, i Graham Burgess, Everyman Chess. ISBN 1-85744-221-0.
- Nunn's Chess Endings, volume 1 (2010), Gambit Publications, ISBN 978-1-906454-21-0.
- Nunn's Chess Endings, volume 2 (2010), Gambit Publications, ISBN 978-1-906454-23-4.
- Secrets of Grandmaster Chess (1997), International Chess Enterprises. ISBN 1-879479-54-0.
- Secrets of Practical Chess (1998), Gambit Publications. ISBN 1-901983-01-3. Second edition 2007, ISBN 978-1-904600-70-1.
- Secrets of Minor-Piece Endings (2001), Rowman Littlefield. ISBN 0-7134-7727-X.
- Secrets of Pawnless Endings (1994, 2002), Gambit Publications. ISBN 1-901983-65-X.
- Secrets of Rook Endings (1992, 1999), Gambit Publications. ISBN 1-901983-18-8.
- Solving in Style (1985 Batsford) then (2002), Gambit Publications. ISBN 1-901983-66-8.
- Tactical Chess Endings (2003), Batsford. ISBN 0-7134-5937-9.
- Understanding Chess Endgames (2009), Gambit, ISBN 978-1-906454-11-1
- Understanding Chess Move by Move (2001), Gambit Publications. ISBN 1-901983-41-2.